# Hyaloplaga pulchralis
Hyaloplaga pulchralis là một loài bướm đêm trong họ Crambidae.